# Komisja Sił Zbrojnych Senatu Stanów Zjednoczonych
Komisja Sił Zbrojnych Senatu Stanów Zjednoczonych (ang. United States Senate Committee on Armed Services) jest jedną ze stałych (standing) komisji izby wyższej Kongresu Stanów Zjednoczonych. W gestii jej kompetencji leży wszelkie ustawodawstwo w kwestii amerykańskich sił zbrojnych oraz innych spraw bezpośrednio z nimi związanych.
Sprawy wojskowe odgrywają ogromną rolę w polityce posiadającego sieć globalnych interesów mocarstwa, jakim są Stany Zjednoczone, a w gestii władz ustawodawczych leżą takie sprawy jak uchwalanie budżetu dla sił zbrojnych i departamentu obrony lub zatwierdzanie nominacji na kluczowe w nich stanowiska, a także autoryzacja zgody na użycie siły za granicą. Ponadto, jeżeli wziąć pod uwagę, iż Senat z zasady ma większy wpływ na sprawy zagraniczne czy obronne niż Izba Reprezentantów, a bez aprobaty komisji nic nie może być poddane pod obrady plenarne, czyni to z jej członków, a zwłaszcza większości i kierownictwa, jedne z najbardziej wpływowych osób kształtujących politykę obronną Stanów Zjednoczonych.

## Obecni członkowie (111. Kongres)

### Większość demokratyczna

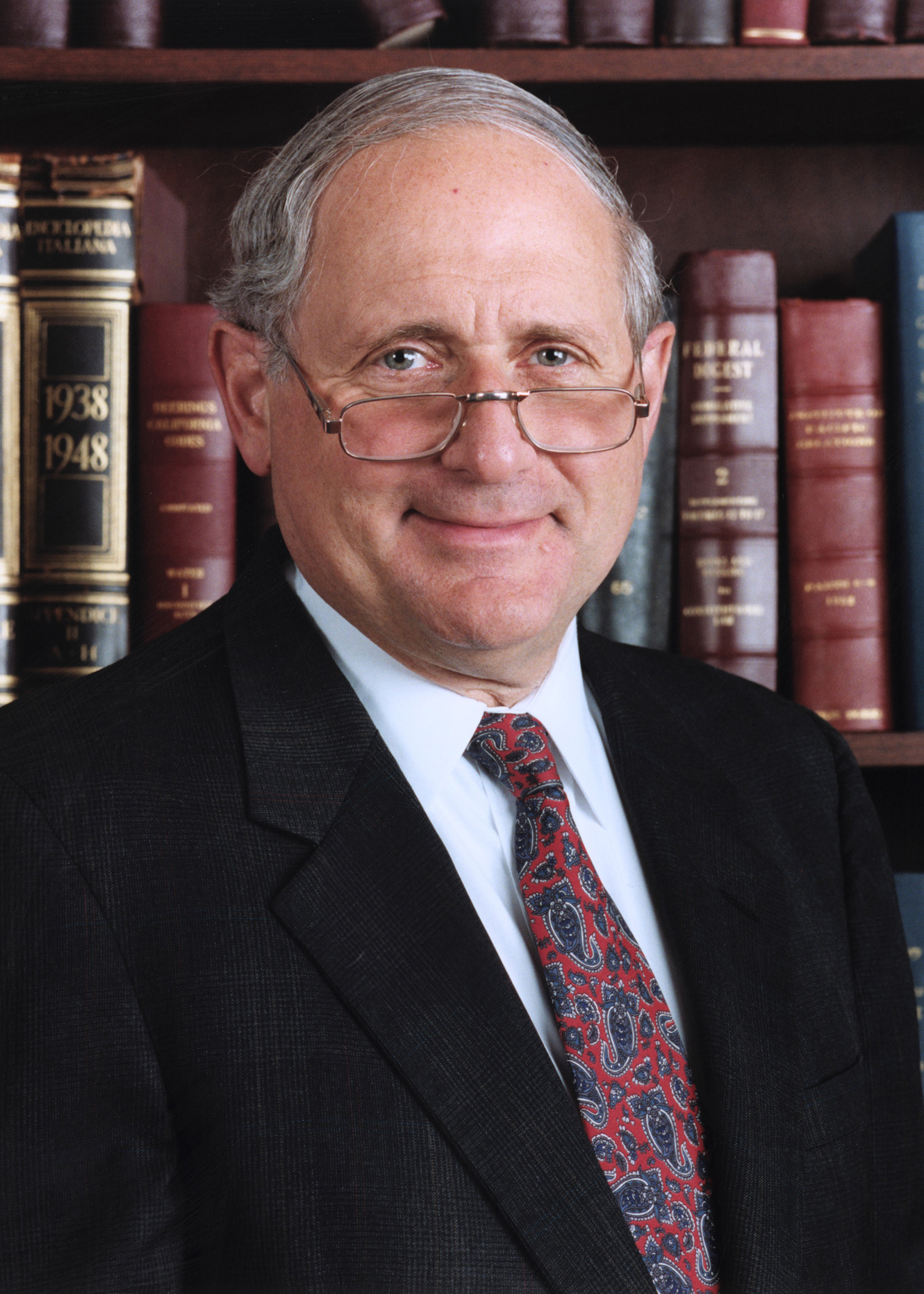
Carl Levin (Michigan) – przewodniczący (chairman)

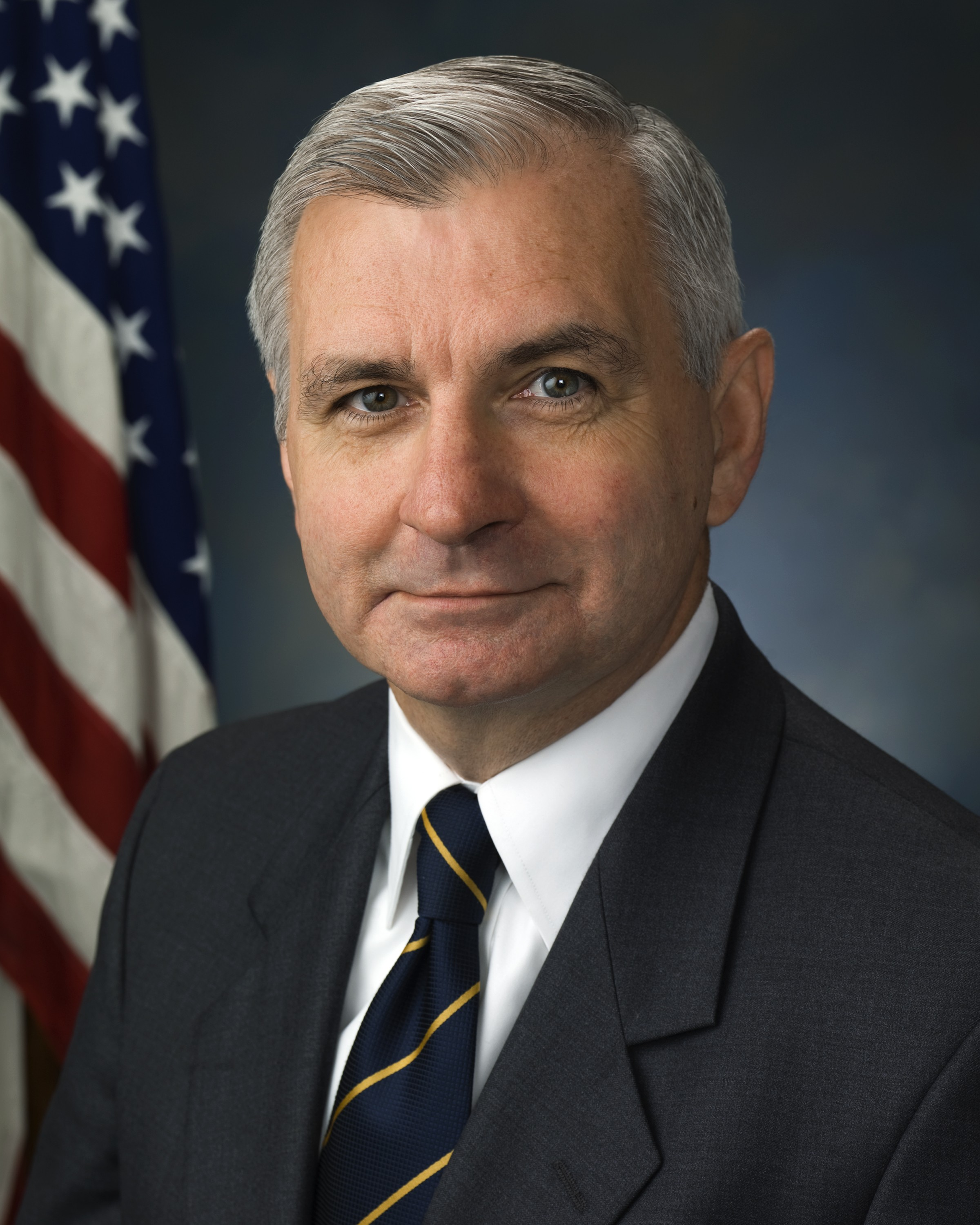
Jack Reed (Rhode Island)
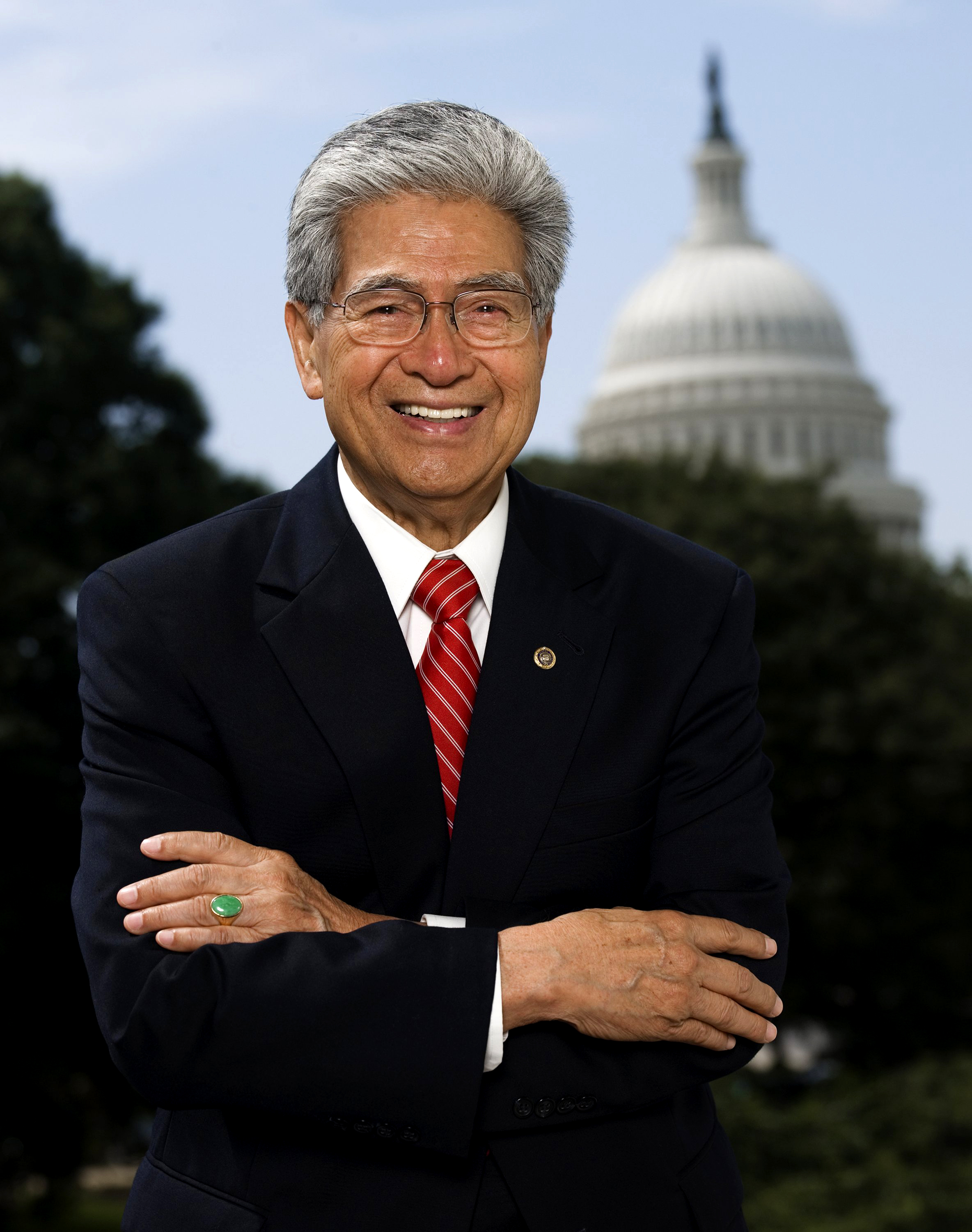
Daniel Akaka (Hawaje)
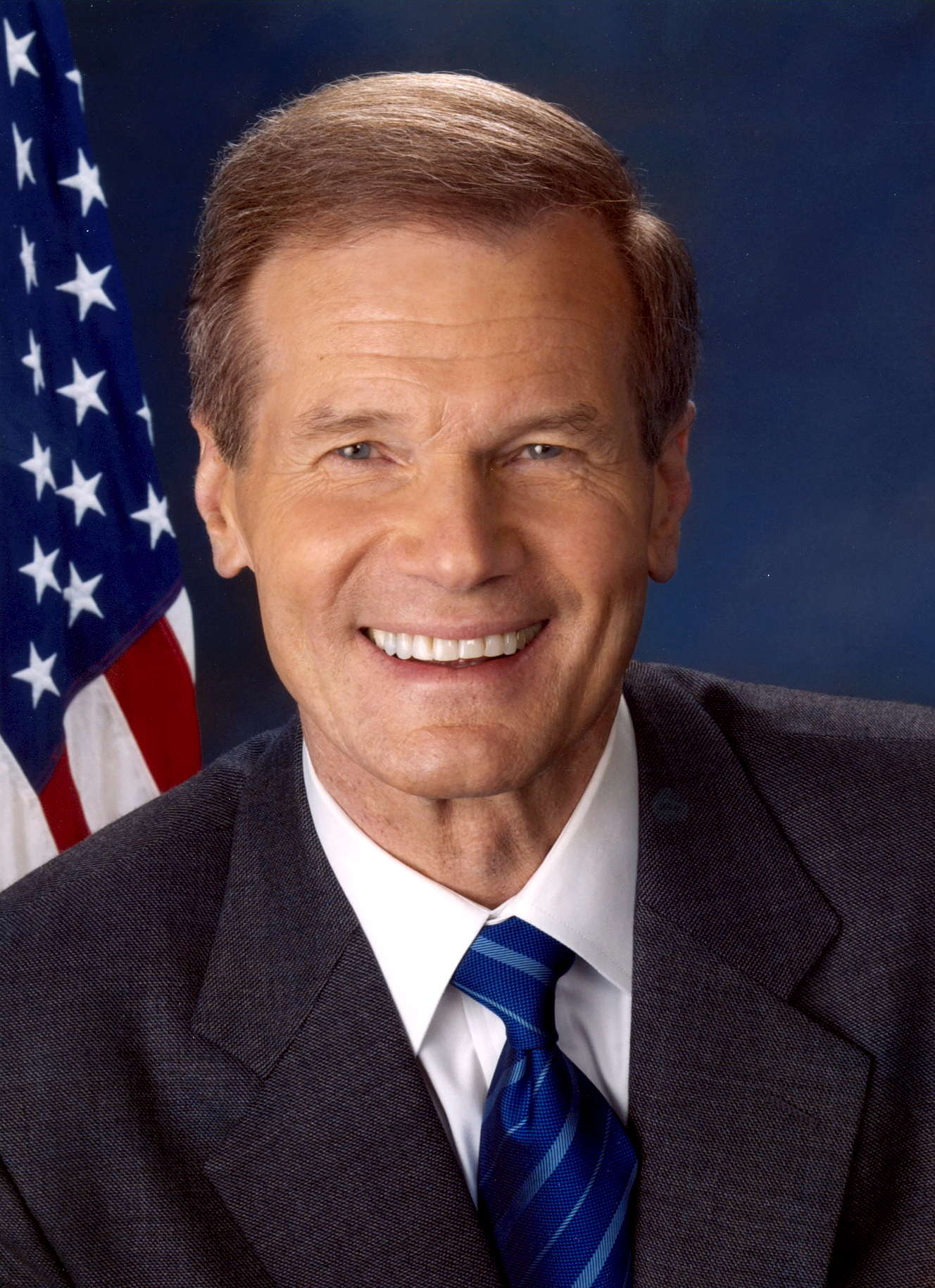
Bill Nelson (Floryda)
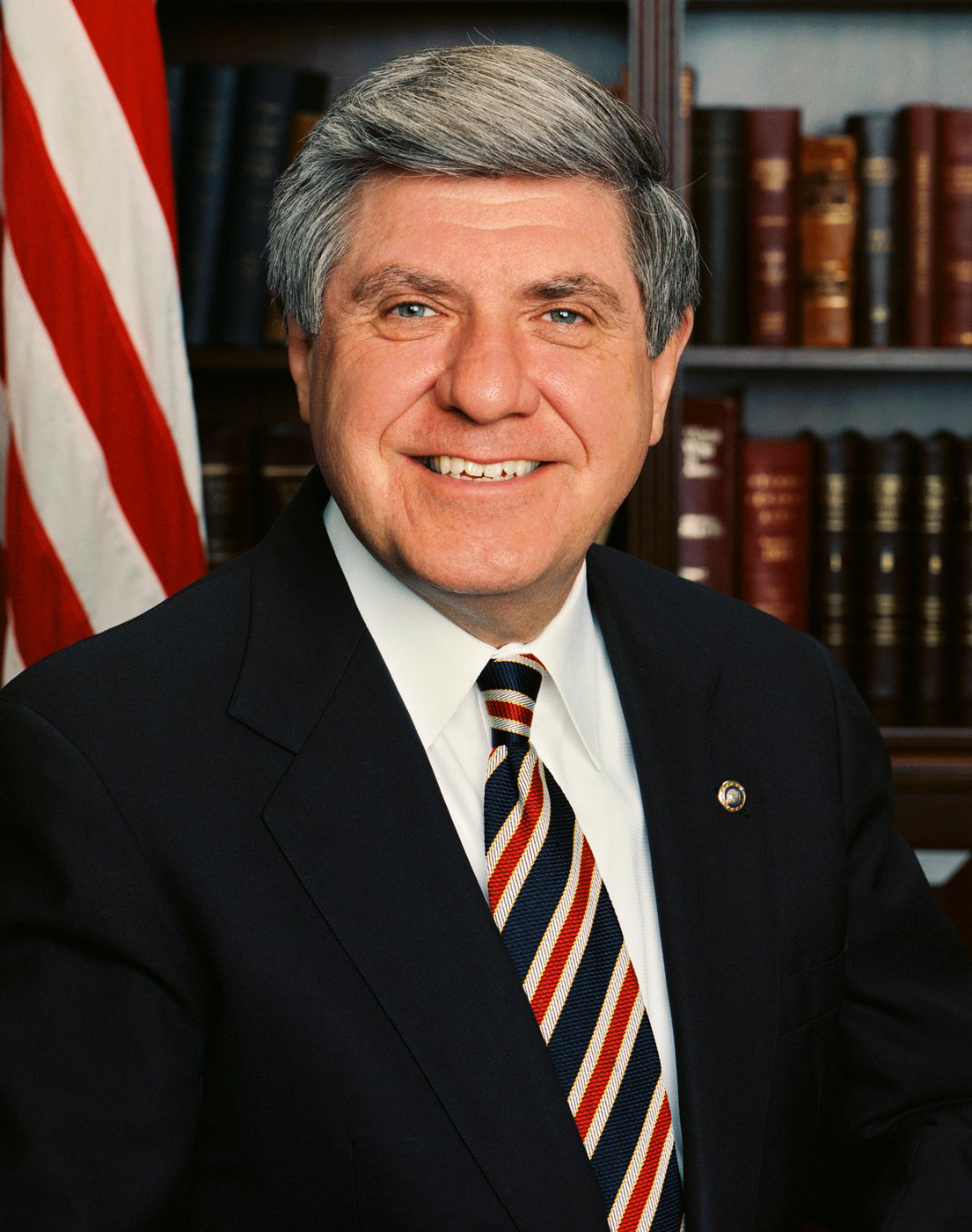
Ben Nelson (Nebraska)
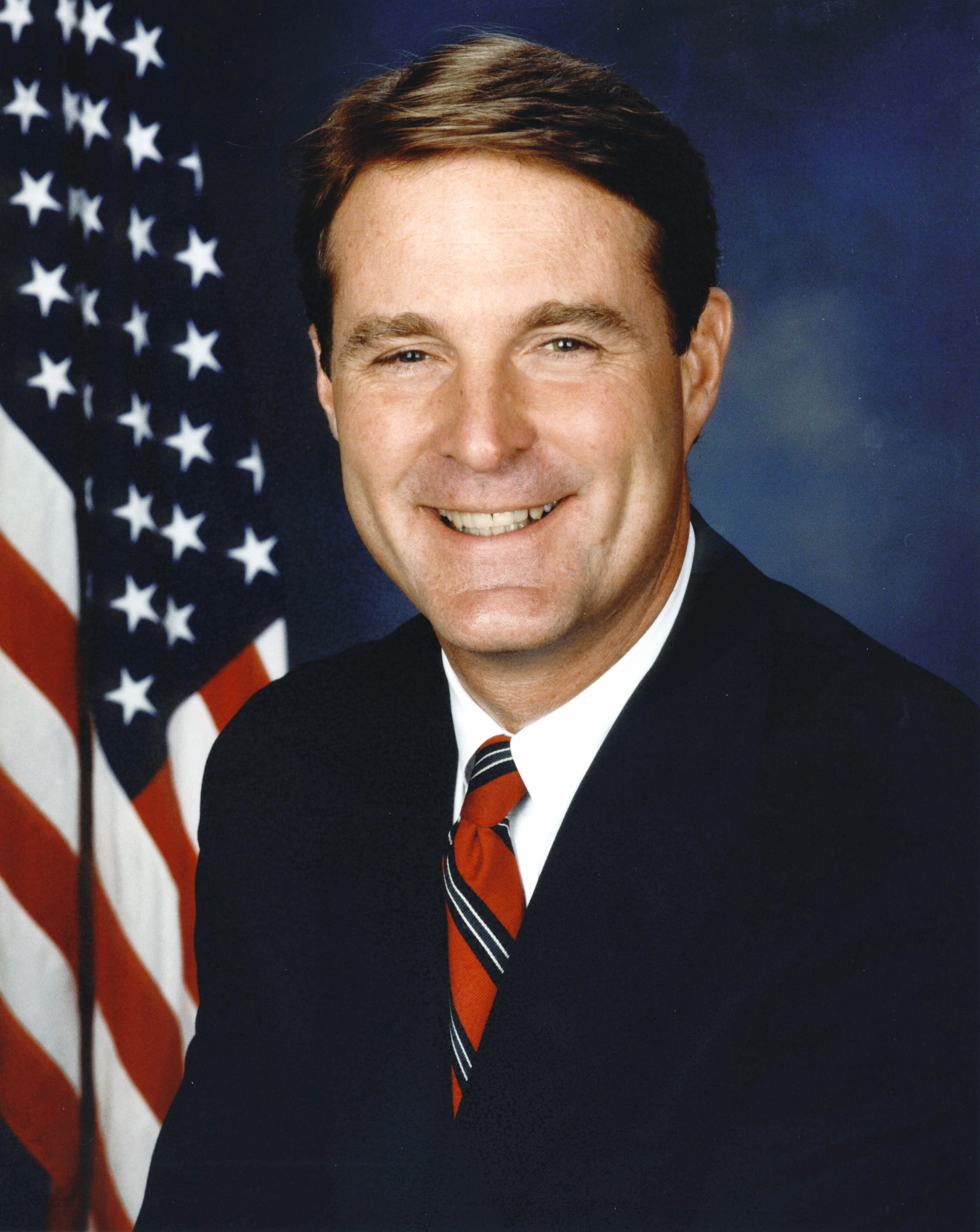
Evan Bayh (Indiana)
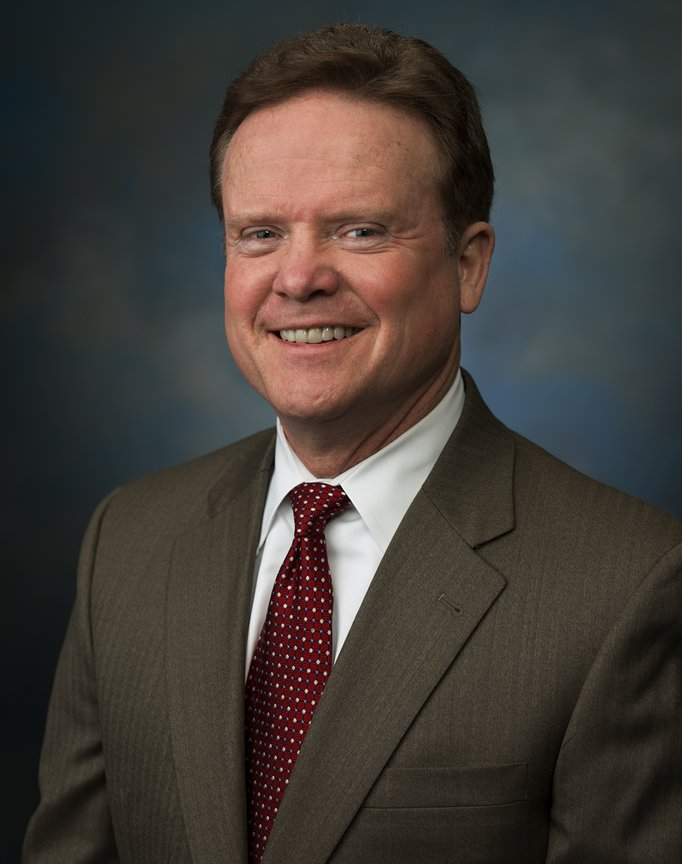
Jim Webb (Wirginia)
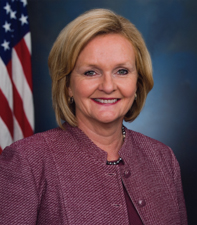
Claire McCaskill (Missouri)
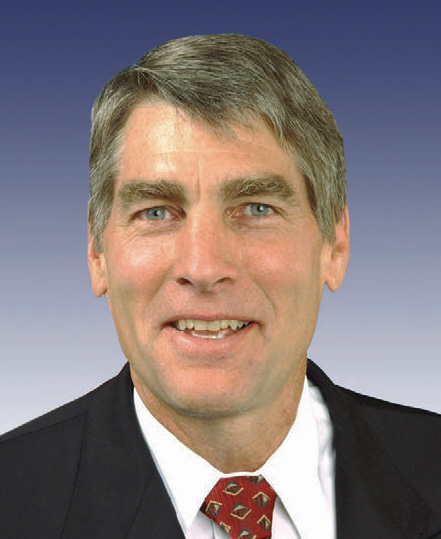
Mark Udall (Kolorado)
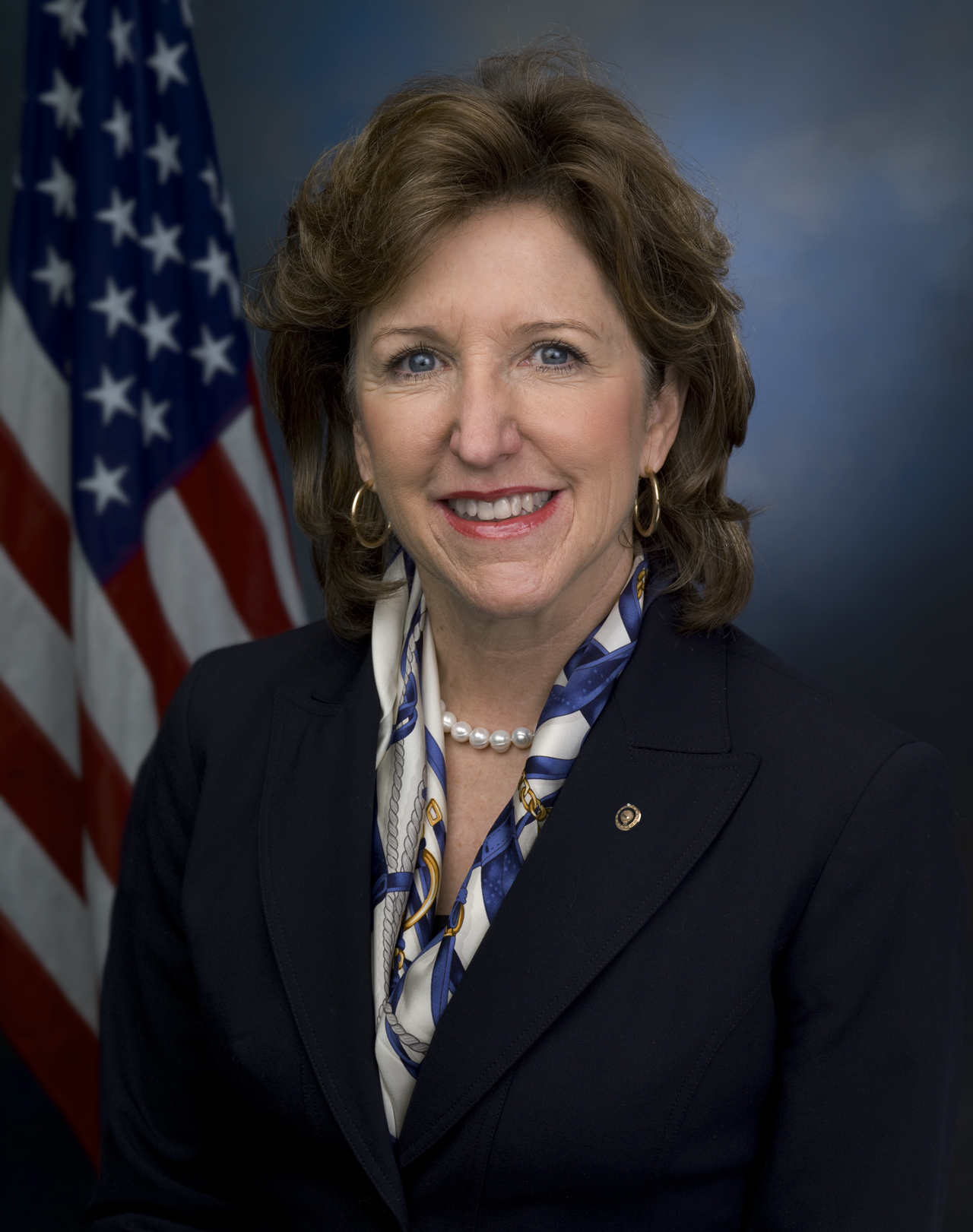
Kay Hagan (Karolina Północna)
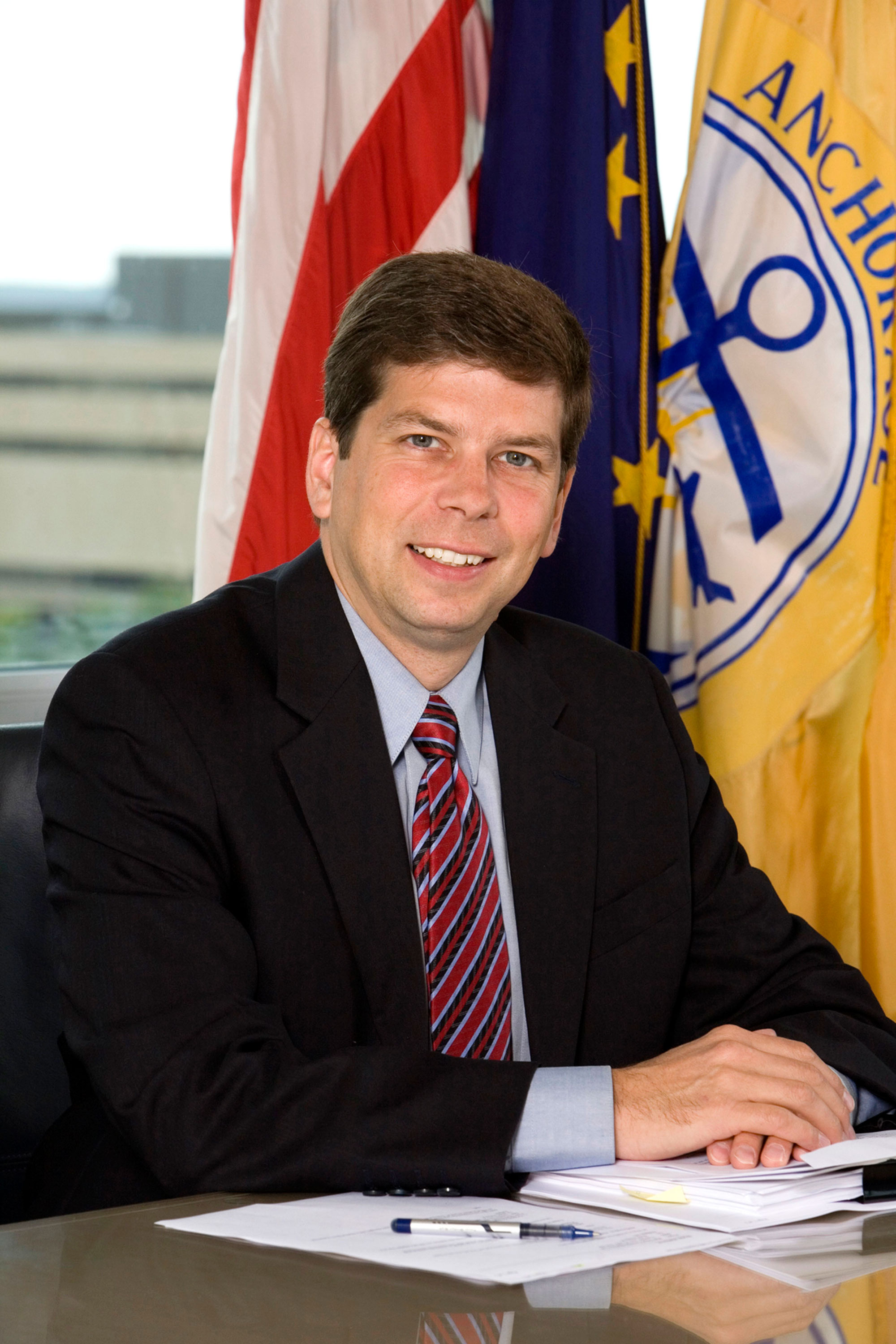
Mark Begich (Alaska)
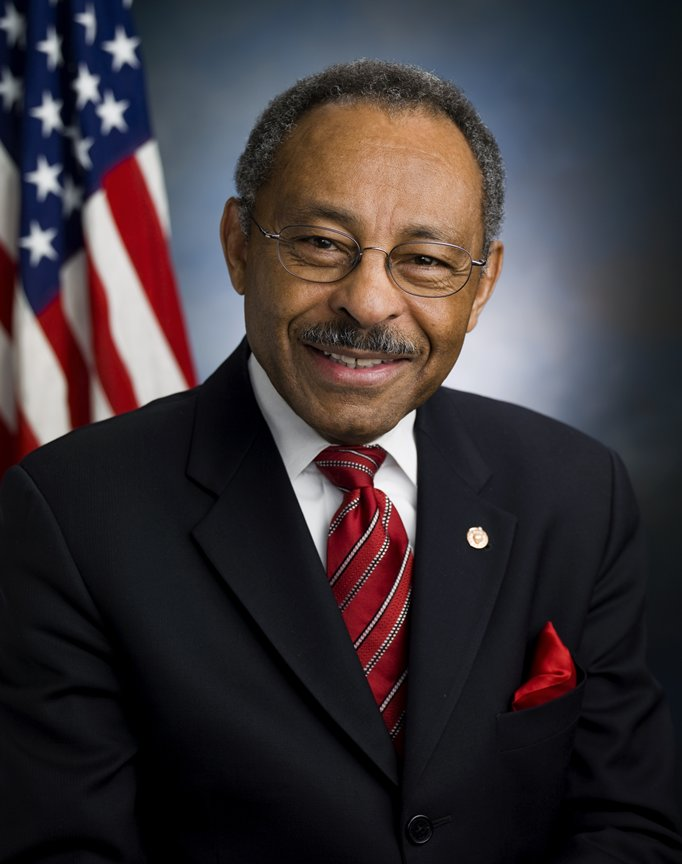
Roland Burris (Illinois)
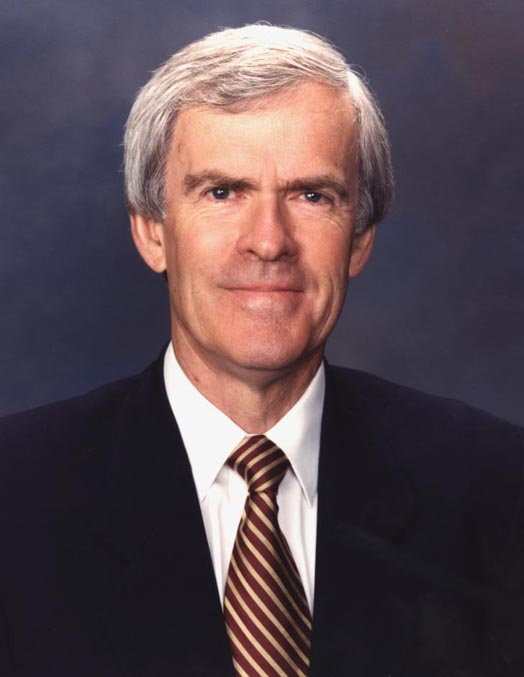
Jeff Bingaman (Nowy Meksyk)
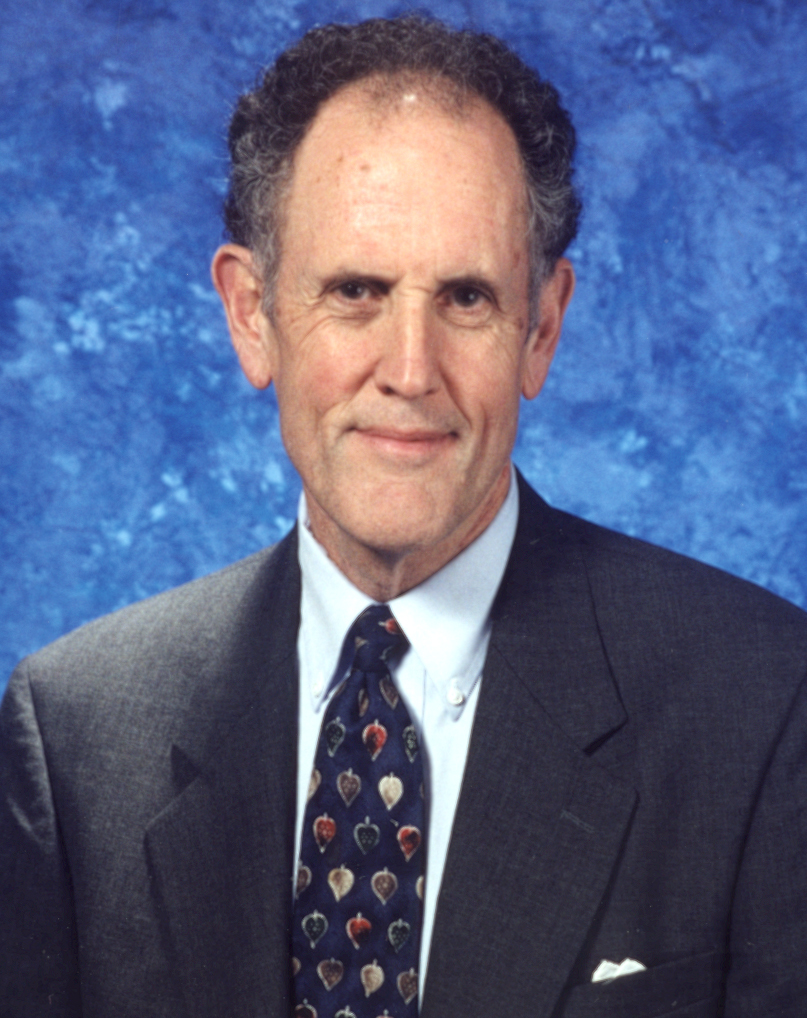
Ted Kaufman (Delaware)
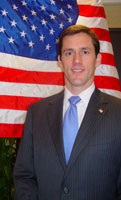
Carte Goodwin (Wirginia Zachodnia)

### Mniejszość republikańska

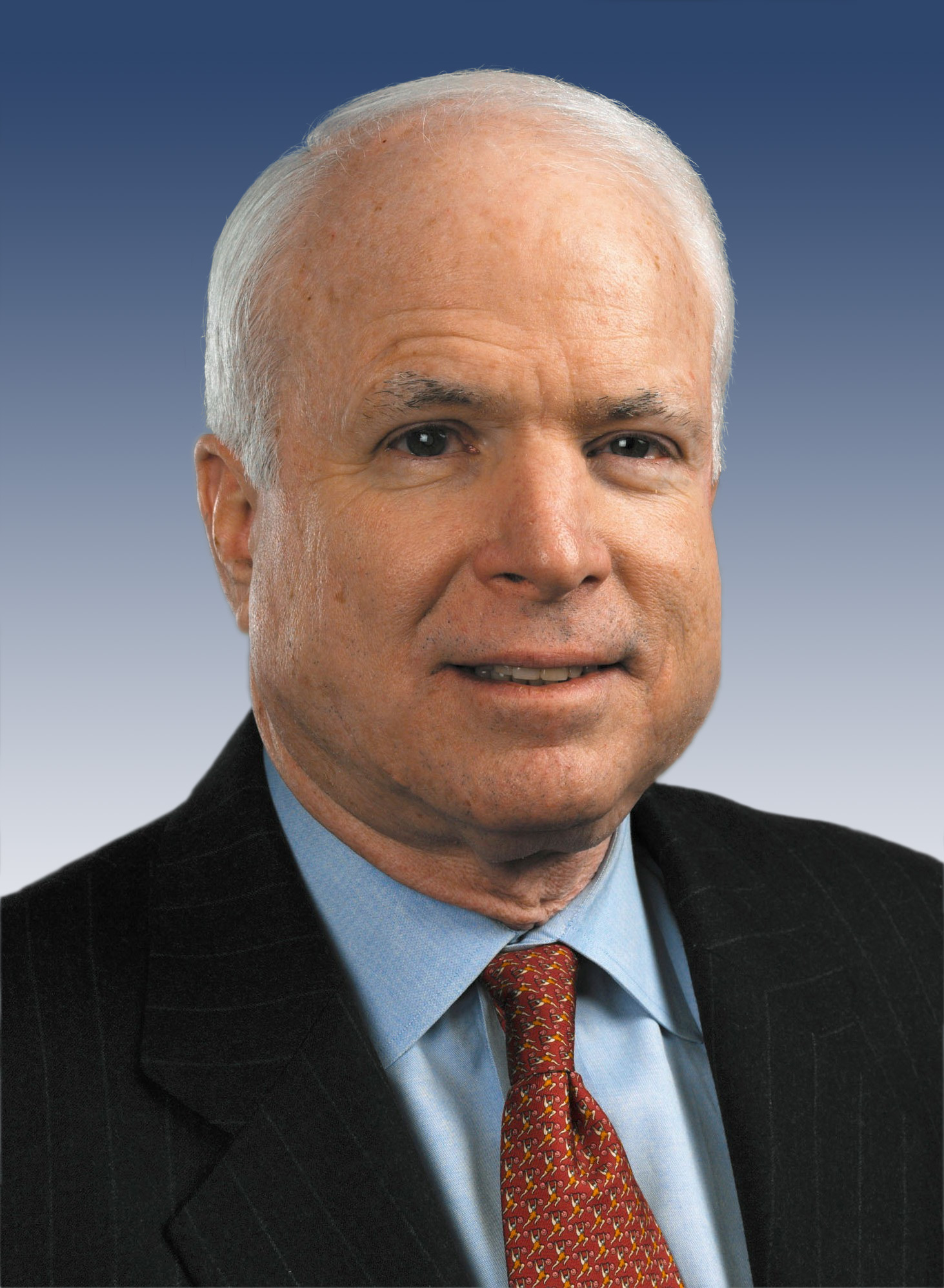
John McCain (Arizona) – wiceprzewodniczący/naj- wyższy rangą członek mniejszości (ranking member)

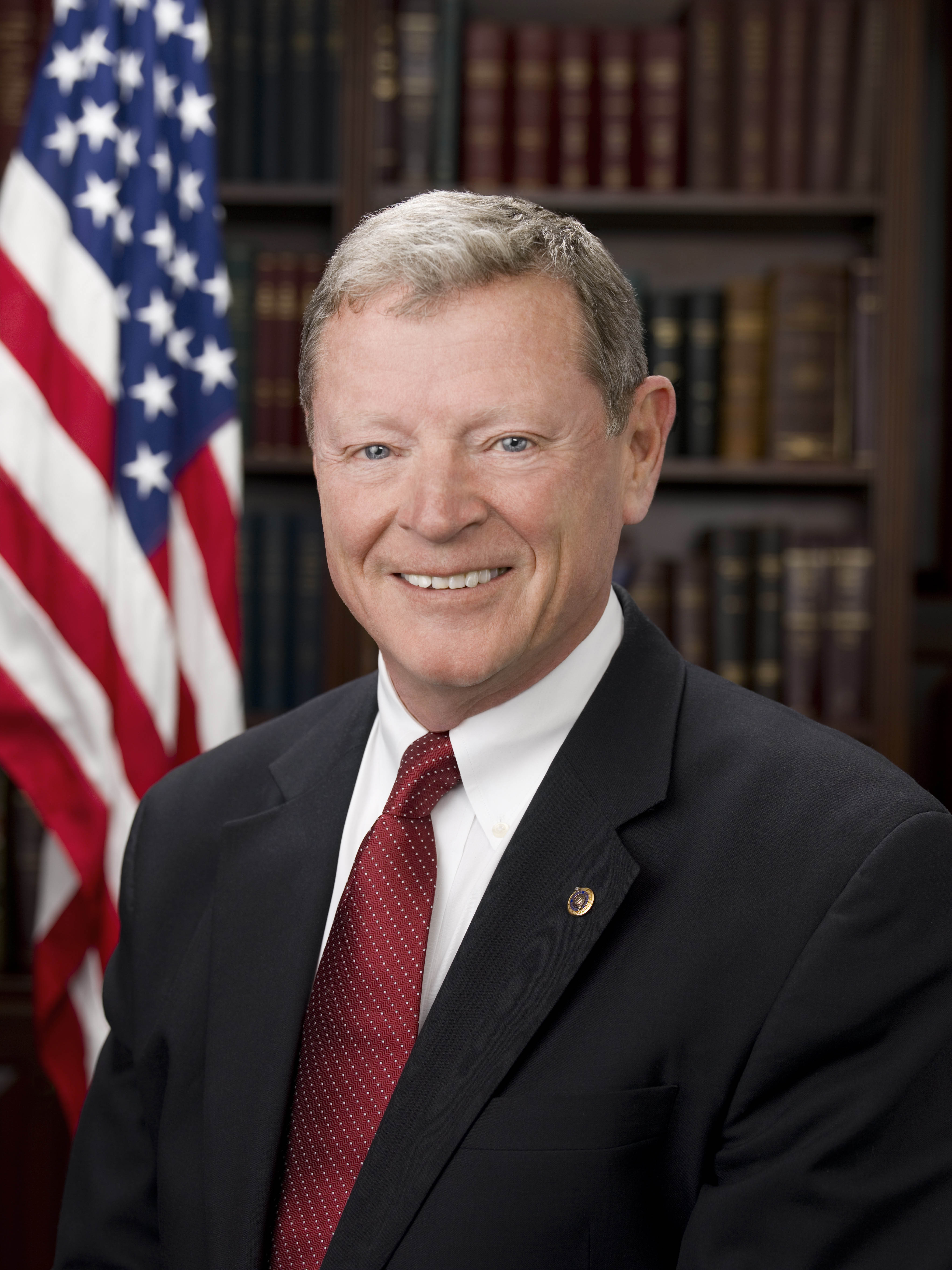
Jim Inhofe (Oklahoma)
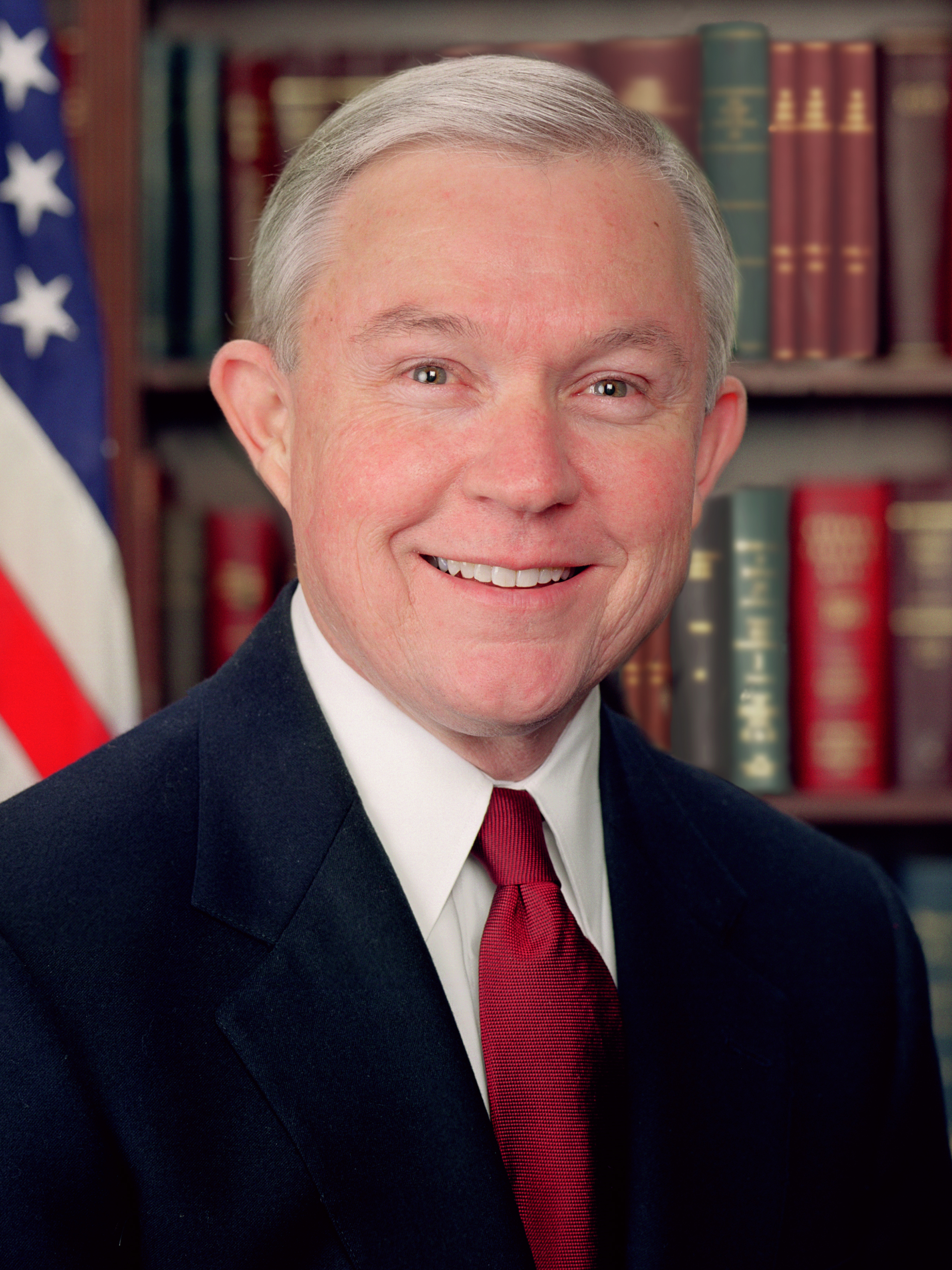
Jeff Sessions (Alabama)
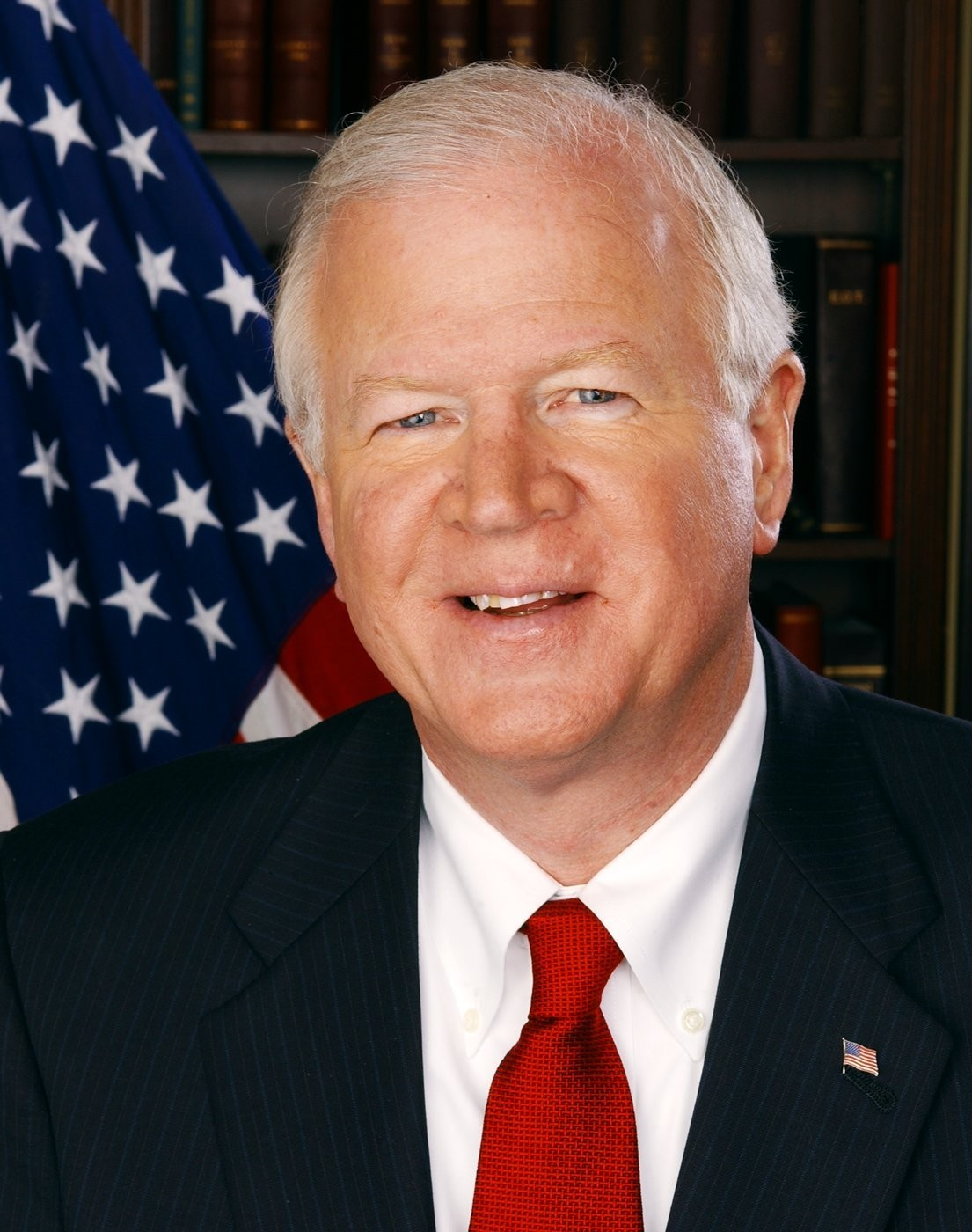
Saxby Chambliss (Georgia)
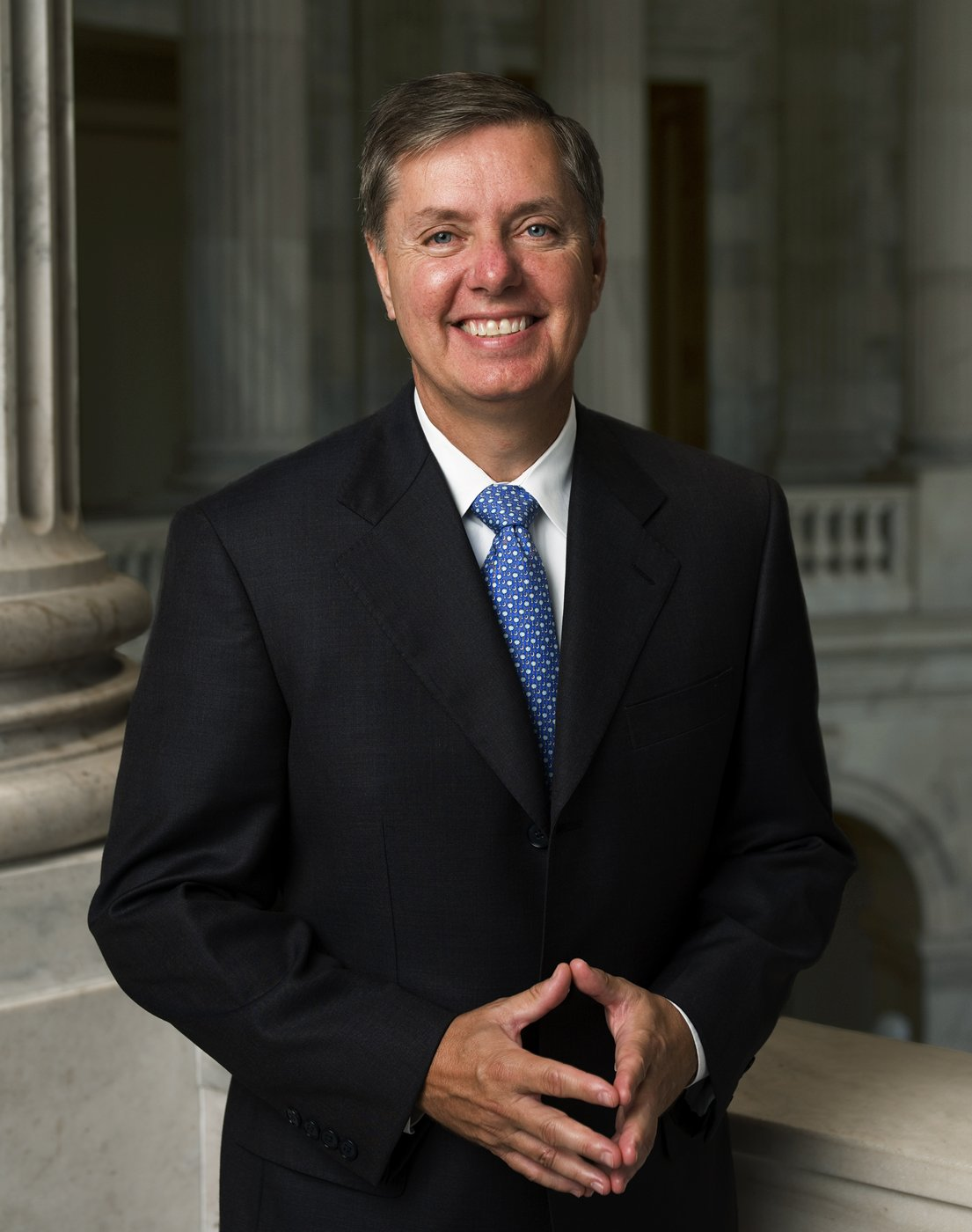
Lindsey Graham (Karolina Południowa)
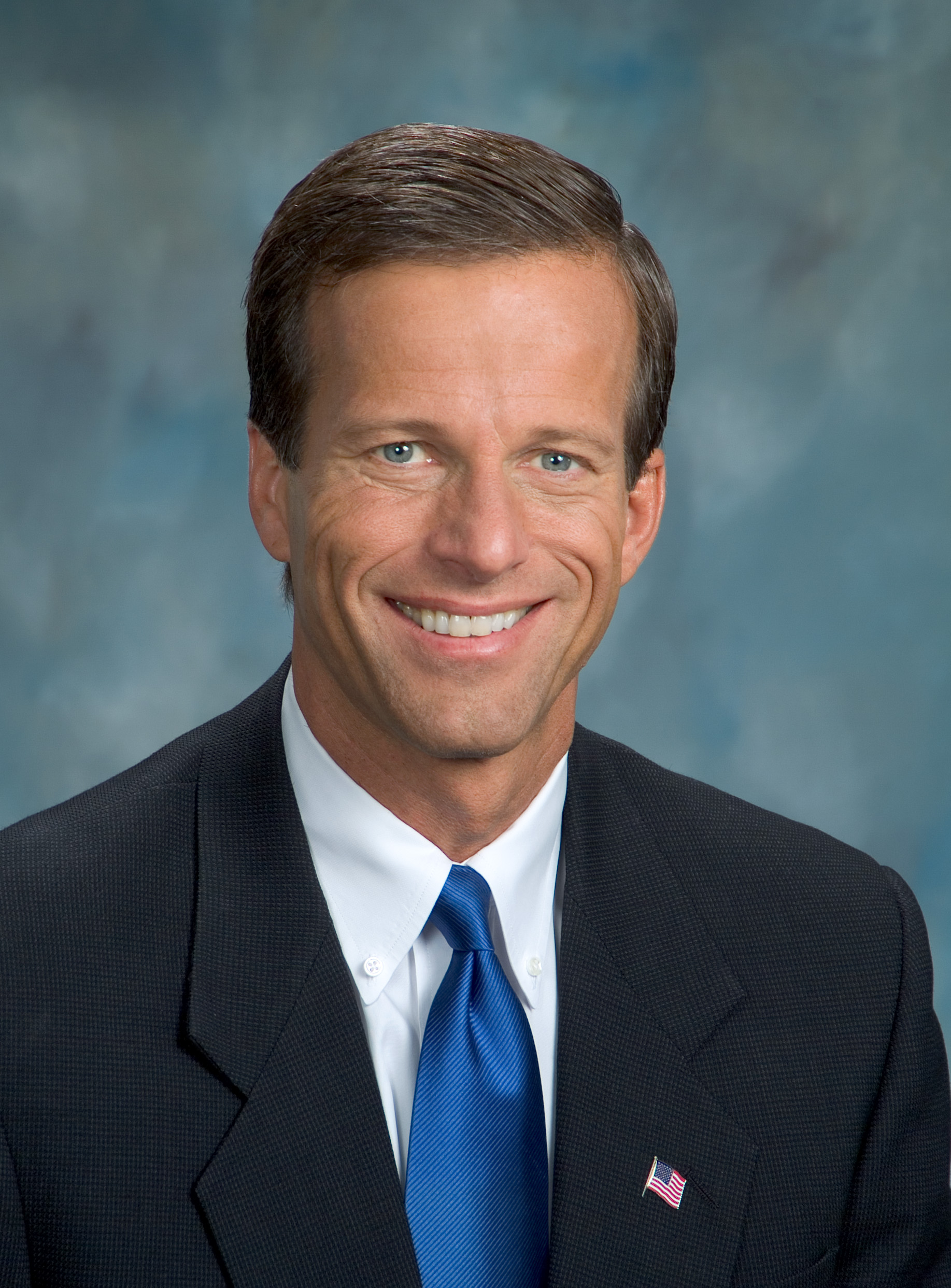
John Thune (Dakota Południowa)
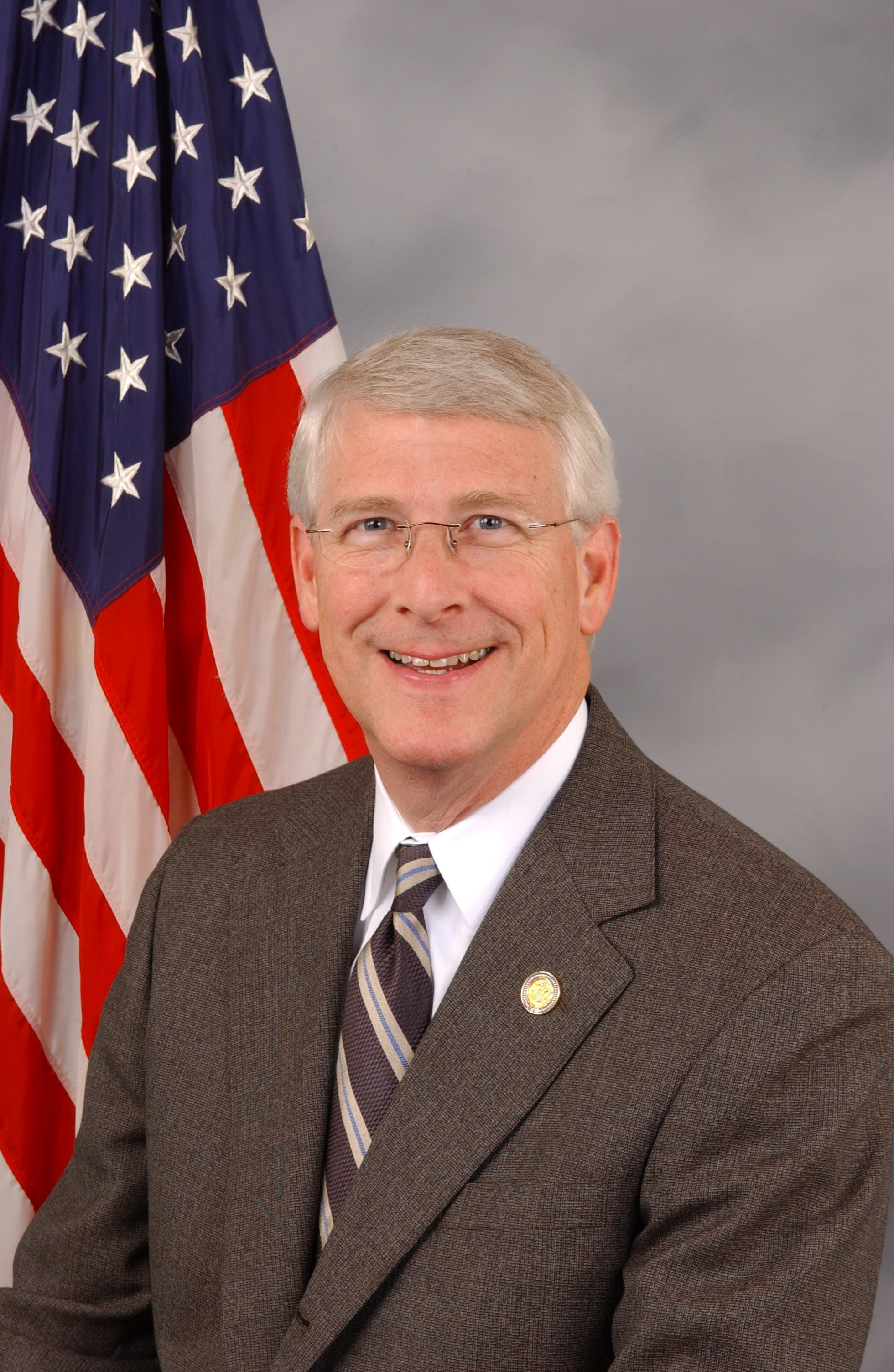
Roger Wicker (Missisipi)
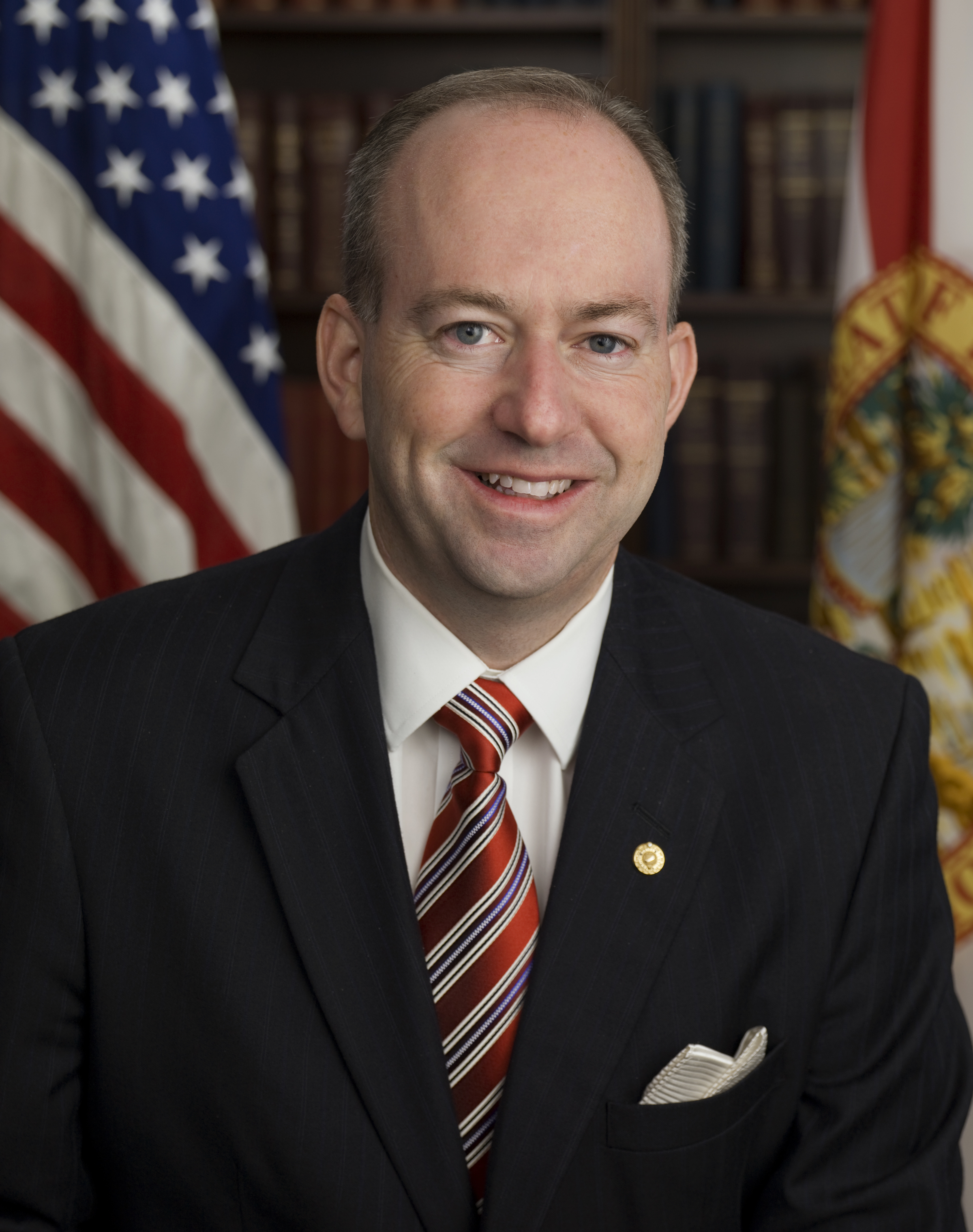
George LeMieux (Floryda)
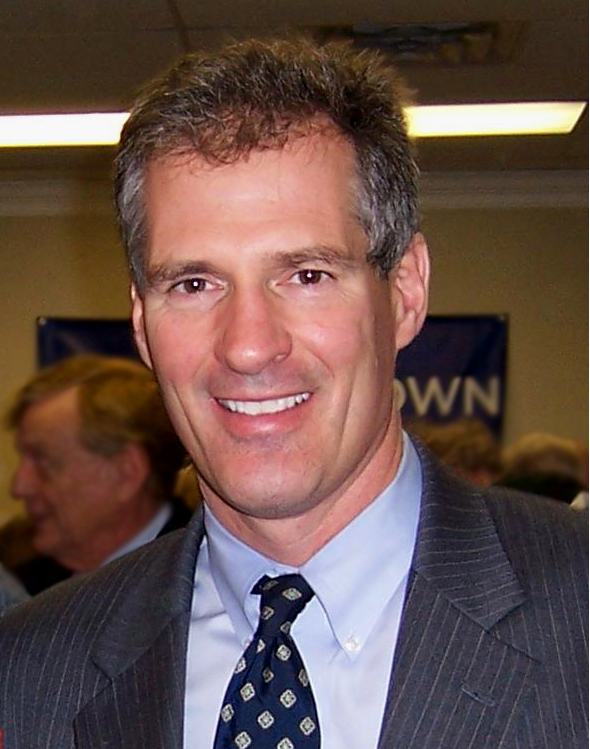
Scott Brown (Massachusetts)
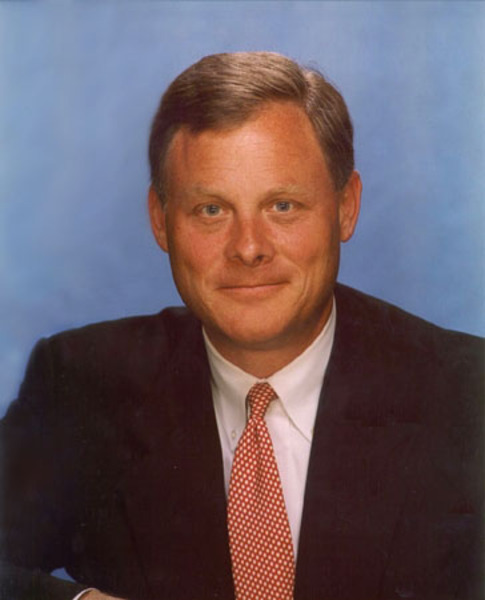
Richard Burr (Karolina Północna)
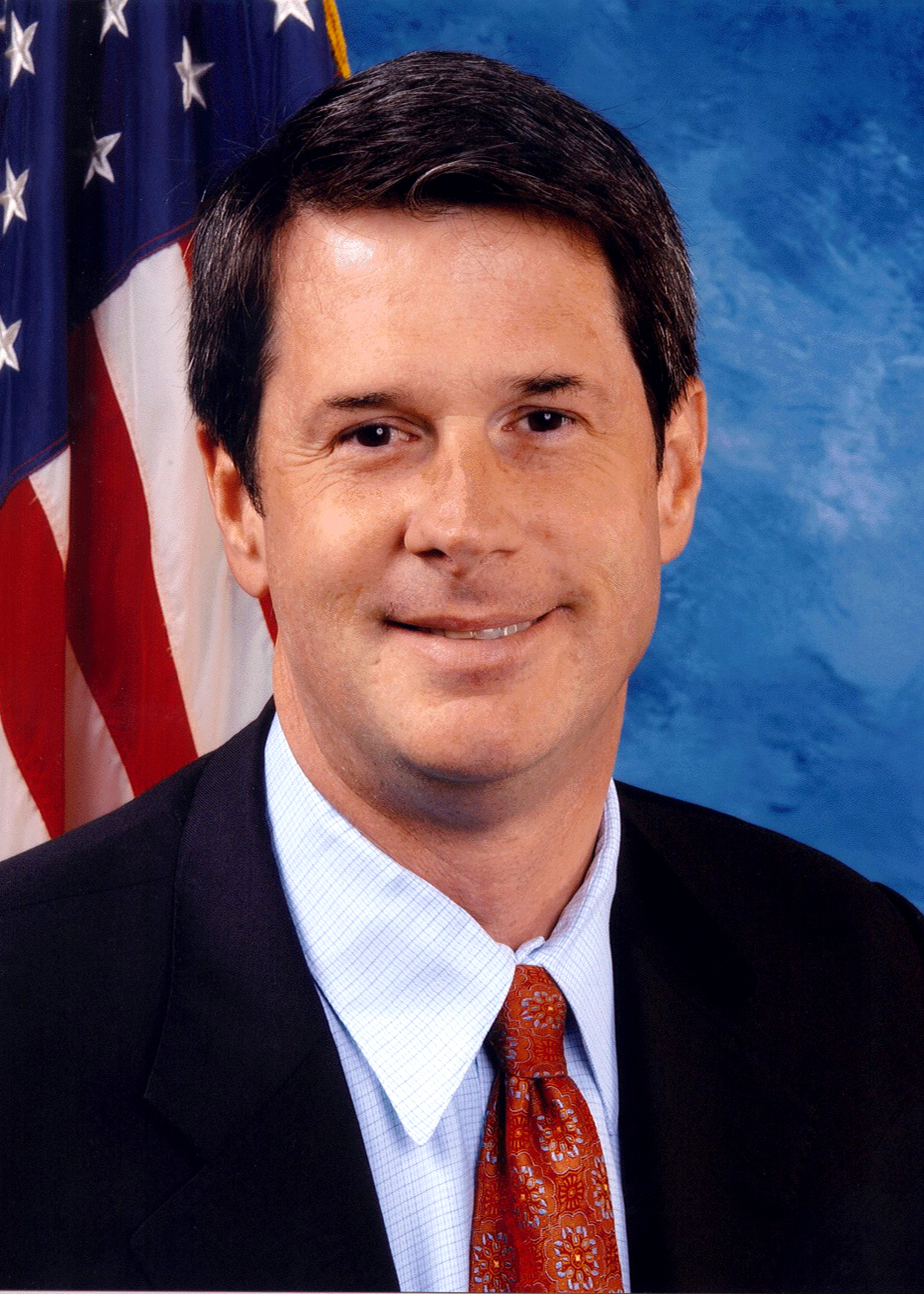
David Vitter (Louisiana)
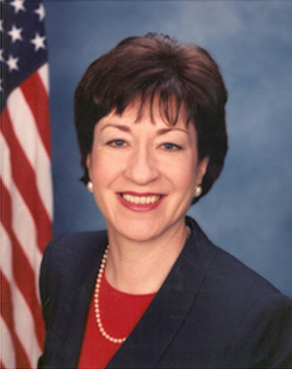
Susan Collins (Maine)

## Podkomitety
- Subcommittee on Airland
- Subcommittee on Emerging Threats and Capabilities
- Subcommittee on Personnel
- Subcommittee on Readiness and Management Support
- Subcommittee on Seapower
- Subcommittee on Strategic Forces

## Przewodniczący od1947
- Chan Gurney (R-SD) 1947-1949
- Millard E. Tydings (D-MD) 1949-1951
- Richard B. Russell Jr. (D-GA) 1951-1953
- Leverett Saltonstall (R-MA) 1953-1955
- Richard B. Russell Jr. (D-GA) 1955-1969
- John C. Stennis (D-MS) 1969-1981
- John Tower (R-TX) 1981-1985
- Barry Goldwater (R-AZ) 1985-1987
- Sam Nunn (D-GA) 1987-1995
- Strom Thurmond (R-SC) 1995-1999
- John Warner (R-VA) 1999-2001
- Carl Levin (D-MI) 2001
- John Warner (R-VA) 2001
- Carl Levin (D-MI) 2001-2003
- John Warner (R-VA) 2003-2007
- Carl Levin (D-MI) od 2007

### Wykaz skrótów
| - R-republikanin - D-demokrata - SD-Dakota Południowa - MD-Maryland - GA-Georgia - MA-Massachusetts | - MS-Missisipi - TX-Teksas - AZ-Arizona - SC-Karolina Południowa - VA-Wirginia - MI-Michigan |  |